# Биг Пајн (Калифорнија)
Биг Пајн (енгл. Big Pine) насељено је место без административног статуса у америчкој савезној држави Калифорнија.

## Демографија
По попису из 2010. године број становника је 1.756, што је 406 (30,1%) становника више него 2000. године.
| Група             | 2000.         | 2010.         |
| Белци             | 1.115 (82,6%) | 1.106 (63,0%) |
| Афроамериканци    | 2 (0,1%)      | 3 (0,2%)      |
| Азијати           | 8 (0,6%)      | 13 (0,7%)     |
| Хиспаноамериканци | 108 (8,0%)    | 182 (10,4%)   |
| Укупно            | 1.350         | 1.756         |